# Batalha da Venda Grande
A Batalha da Venda Grande, mais conhecida como O Combate da Venda Grande, foi uma batalha ocorrida no município brasileiro de Campinas, estado de São Paulo, em 7 de junho de 1842. A batalha foi travada entre revoltosos liberais e forças imperiais durante a Revolução Liberal de 1842, contra o governo do Partido Conservador no Império do Brasil. A vitória conservadora ajudou o governo a vencer os revoltosos em geral e a manter a ordem vigente no país.